# Enchente na cidade de São Paulo em 1929

Pessoas em canoas durante a enchente

A enchente na cidade de São Paulo em 1929 foi uma enchente de grandes proporções que atingiu a cidade de São Paulo em janeiro de 1929. É considerada a maior enchente da história da cidade.

## Contexto

### Possível envolvimento da Light
Desde o fim do século XIX, já se discutia a retificação dos rios que passavam pela cidade, o principal fator era que se acreditava na época que as várzeas, já sendo alvo de descarte de esgoto e a criação de animais, era a principal causa de epidemias como febre amarela e febre tifoide.
A São Paulo Tramway, Light and Power Company, que detinha o monopólio da geração de energia elétrica, para garantir mais agua para a hidrelétrica de Cubatão invertia o curso do Rio Pinheiros e, como diz um decreto de dezembro de 1928, determinava que “a linha máxima” da enchente de 1929 delimitaria a área que caberia à empresa, vários pesquisadores acreditam que a companhia abriu as comportas da represa de Guarapiranga, criada pela própria empresa, para ampliar a área alagada e receber mais terras.

## Danos
Em 18 de janeiro de 1929, o jornal A Gazeta traz que o Tietê transbordou cerca de 2 metros, destruindo muros e matando animais domésticos em bairros como Vila Elisa, Vila Guilherme, Mooca, entre outros, sendo que no caso da Vila Guilherme a reportagem diz que os moradores "estão mais do que acostumados" com enchentes, com relatos de que várias famílias já tinham pequenos barcos em casa.

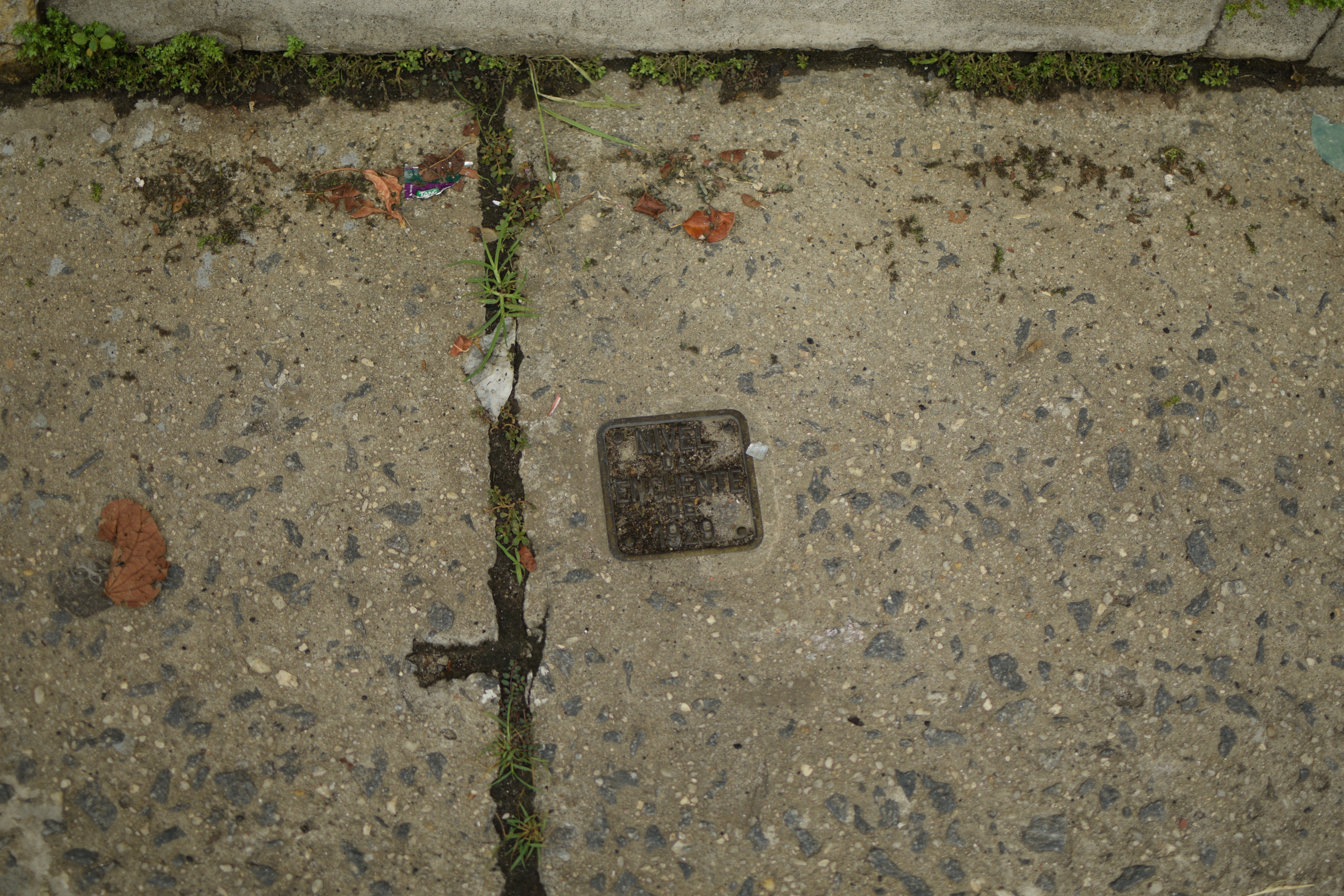
Placa indicando o nível da enchente de 1929

## Placa
Na Rua Porto Seguro, na Luz, uma placa de bronze na calçada mostra até onde a água chegou; atualmente ela faz parte do Inventário de Obras de Arte em Logradouros Públicos da Cidade de São Paulo, mantido pelo Departamento do Patrimônio Histórico.